# اريك غورني
اريك غورني هو كاريكاتيري كندي، ولد في 16 مارس 1910 في وينيبيغ في كندا، وتوفي في 1992.

## وصلات خارجية
- اريك غورني على موقع IMDb (الإنجليزية)
- اريك غورني على موقع قاعدة بيانات الأفلام السويدية (السويدية)
- اريك غورني على موقع قاعدة بيانات الفيلم (الإنجليزية)
- اريك غورني على موقع كينوبويسك (الروسية)